# دلار دیزنی
دلار دیزنی (به انگلیسی: Disney dollar) یکای پول رایج در دیزنی‌لند است. مسئولیت کنترل این یکای پول برعهدهٔ شرکت والت دیزنی قرار دارد. این پول توسط دیزنی در تاریخ ۱۴ مه ۲۰۱۶ متوقف شد.